# Forgotten Foundation
Forgotten Foundation es el segundo álbum de estudio de Bill Callahan (también conocido como Smog), lanzado en 1992 por Drag City. Es el último álbum que Callahan grabó en su hogar.

## Lista de canciones

### Lado uno
1. "Burning Kingdom"
2. "Filament"
3. "High School Freak"
4. "Your Dress"
5. "Barometric Pressure"
6. "Guitar Innovator"
7. "Evil Tyrant"
8. "Head of Stone I"
9. "Head of Stone II"
10. "Long Gray Hair"
11. "Kiss Your Lips"

### Lado dos
1. "Bad Ideas for Country Songs I"
2. "Bad Ideas for Country Songs II"
3. "Dead River"
4. "Bad Investment"
5. "Brown Bag"
6. "Let Me Have That Jar Back"
7. "This Insane Cop"
8. "97th Street"
9. "Do the Bed"
10. "I'm Smiling"
11. "With a Green Complexion"